# 601 a.C.

## Eventos
- Fundação de Camerina.[1]
- 20 de setembro: Batalha de Hális, pelos cálculos de James Ussher, com base no eclipse solar previsto por Tales de Mileto.[2] Segundo a NASA, este eclipse não foi visível na região da batalha.[3][Nota 1]